# Phorbas tanitai
Phorbas tanitai is een gewone sponsensoort uit de familie van de Hymedesmiidae. De wetenschappelijke naam van de soort is voor het eerst geldig gepubliceerd in 2011 door Hajdu & Teixeira.